# 多子无心菜
多子无心菜（学名：Arenaria polysperma）为石竹科无心菜属的植物，是中国的特有植物。分布在中国大陆的云南等地，生长于海拔3,000米至4,000米的地区，常生于山坡草地，目前尚未由人工引种栽培。